# Бромптонський цвинтар
Бромптонський цвинтар (англ. Brompton Cemetery) — некрополь на південному заході Великого Лондону, входить до «Магічної сімки», та є єдиним цвинтарем Великої Британії, що належить Короні і підпорядковане адміністрації Королівських Парків.

## Історія
Цвинтар був відкритий у 1840 році. Засновником цвинтаря був архітектор, винахідник та підприємець Стівен Ґирі (1797—1854)
У центральній частині цвинтаря розташована купольна каплиця, побудована у 1839 році.

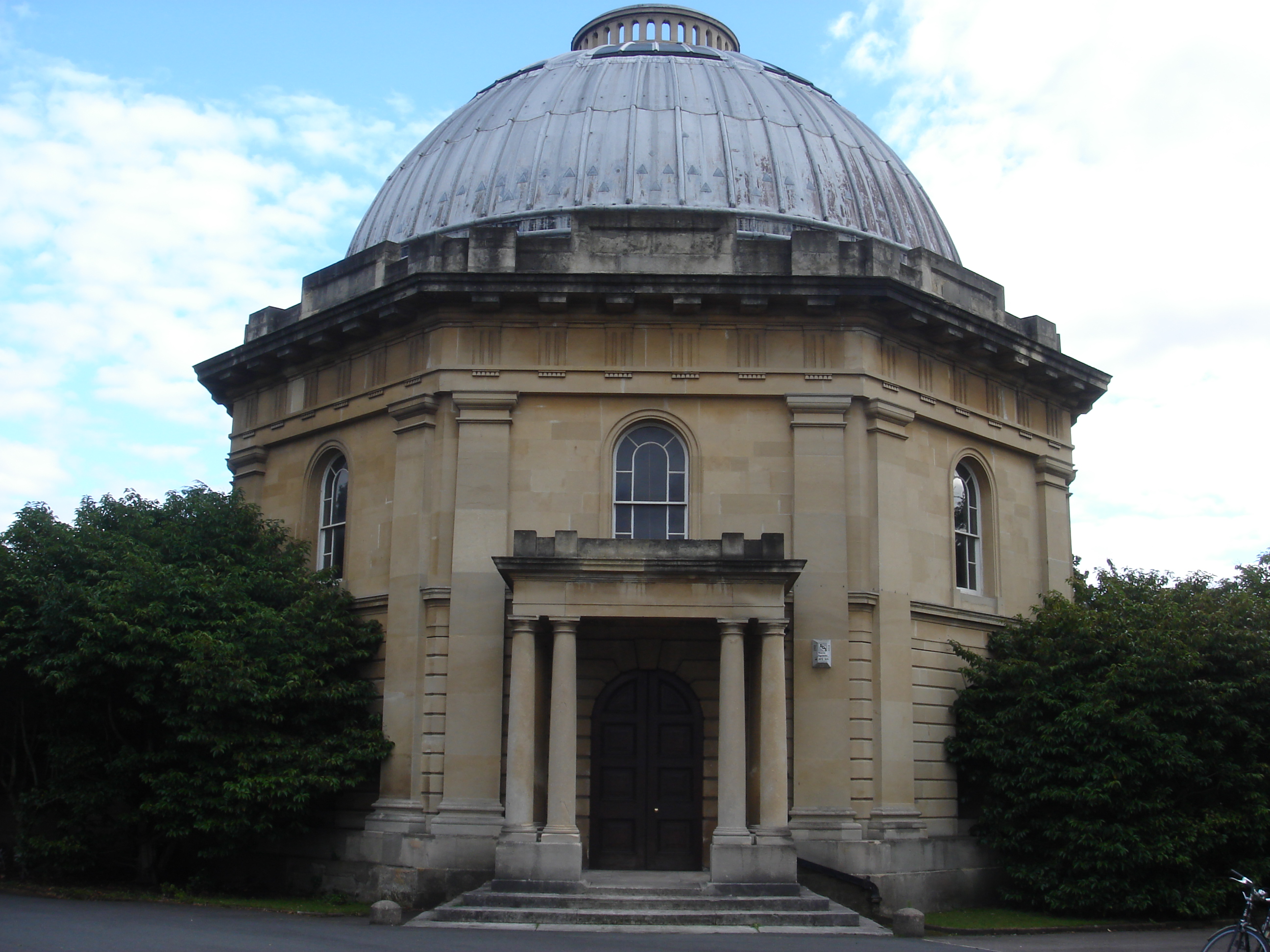
Каплиця

Через важку економічну депресія на початку 1840-х років, акціонерна компанія, власник цвинтаря, почала приносити збитки. У 1850 році Бромптонський цвинтар був викуплений державою.
У 1952 році цвинтар був закритий, а в 1996 році знову відкритий, але з новими умовами поховання.
Поблизу цвинтаря розташований стадіон ФК «Челсі» «Стемфорд Брідж»

## Відомі поховання
- Юрій Свірський — контр-адмірал Української Держави, Начальник Головного морського штабу Українських військово-морських сил, заступник міністра Морських справ Української Держави.
- Матвій Семашко — єпископ Константинопольської православної церкви, архієпископ Аспендський, вікарій Фіатирської архієпископії, голова Польської православної церкви закордоном в юрисдикції Константинопольського патріархату.

## Галерея

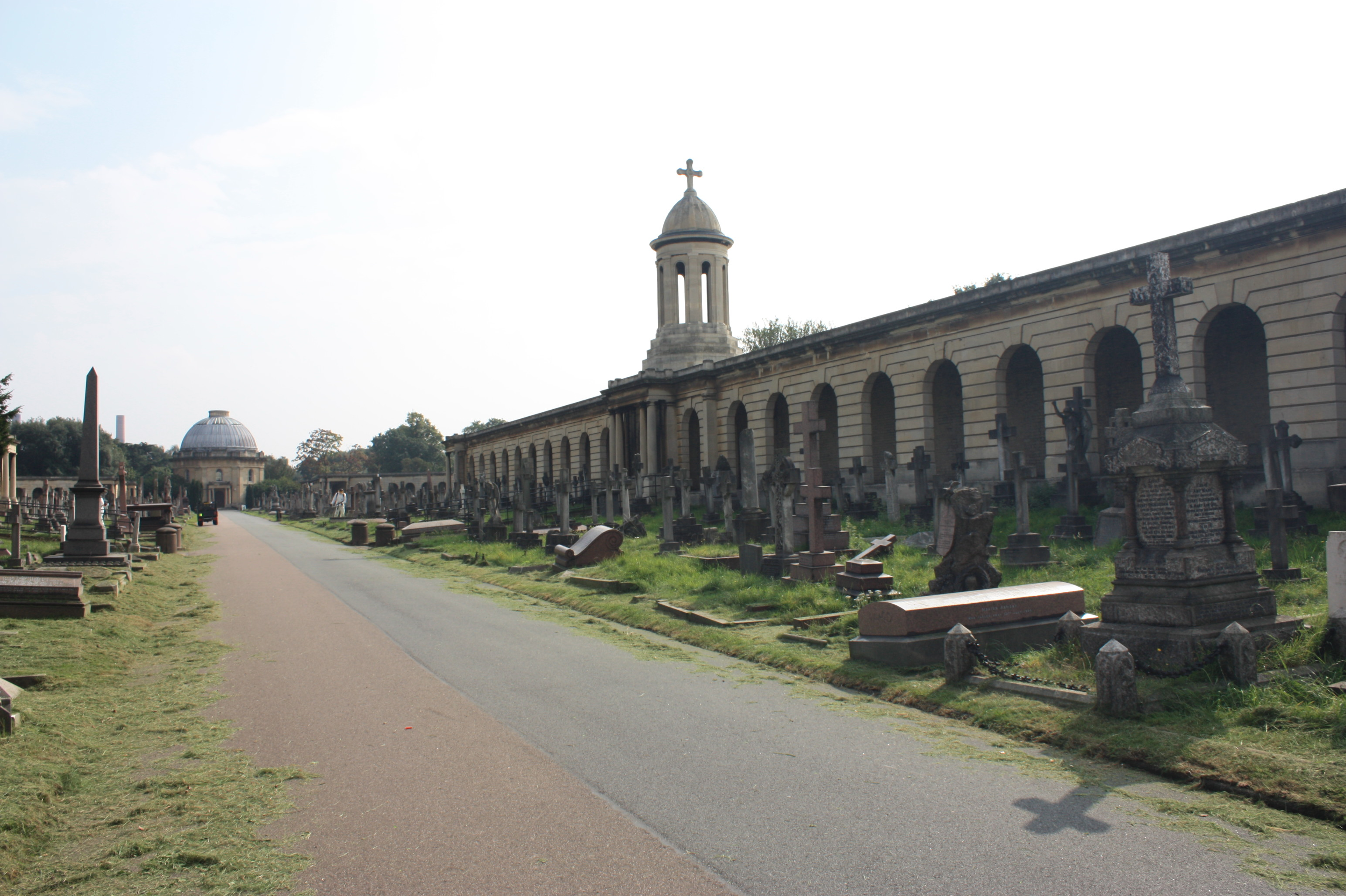
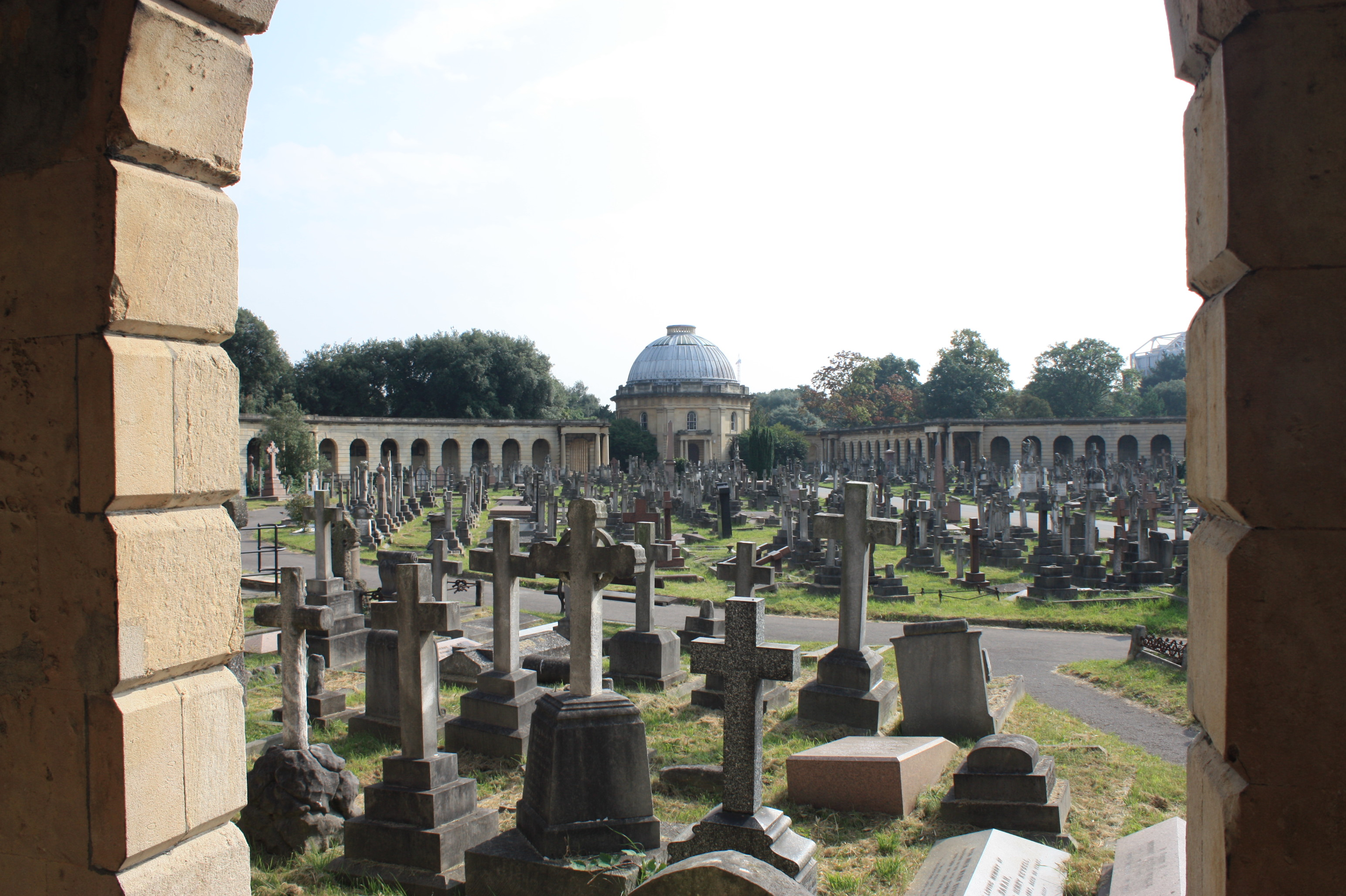
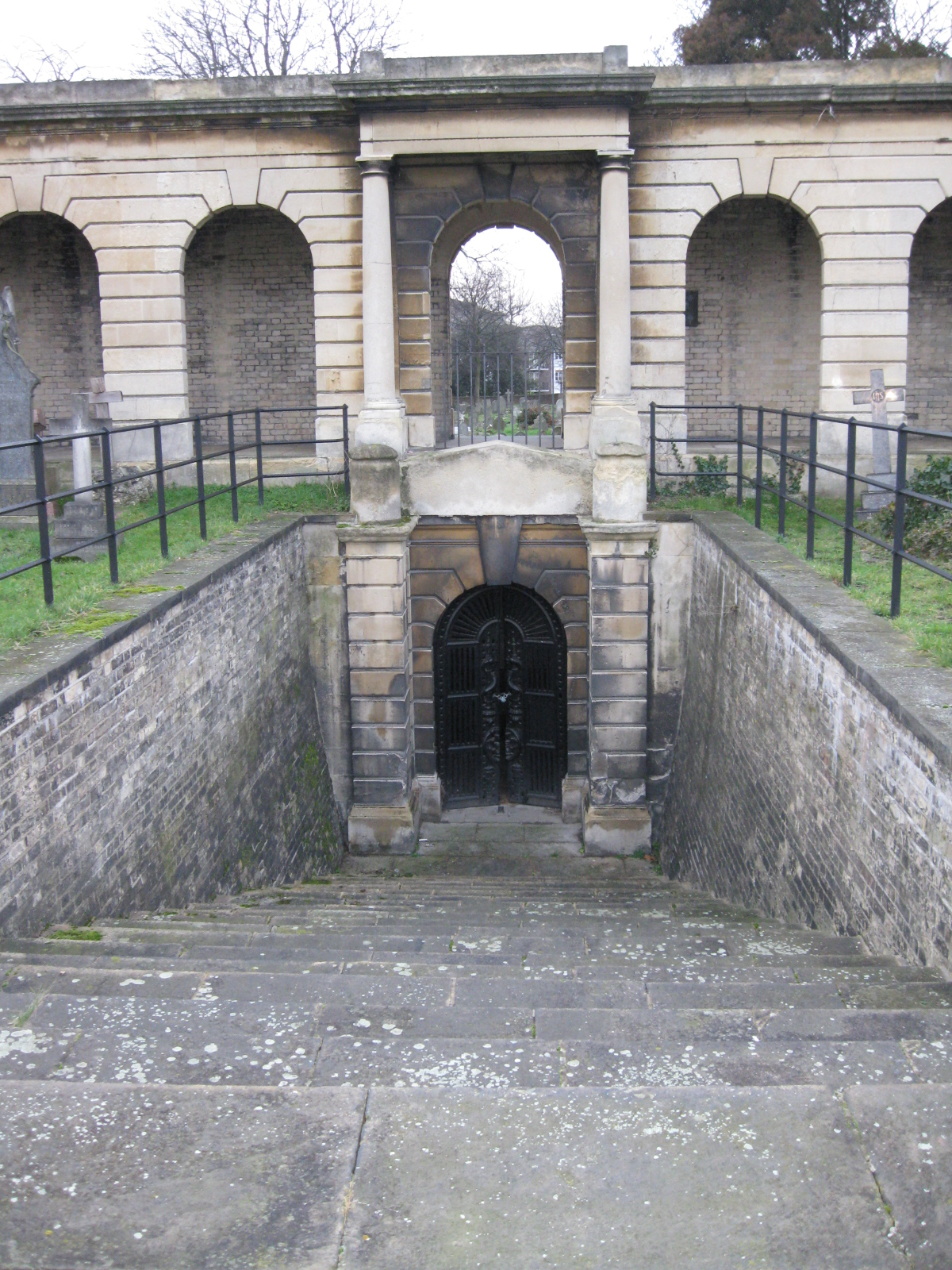
Вхід у катакомби
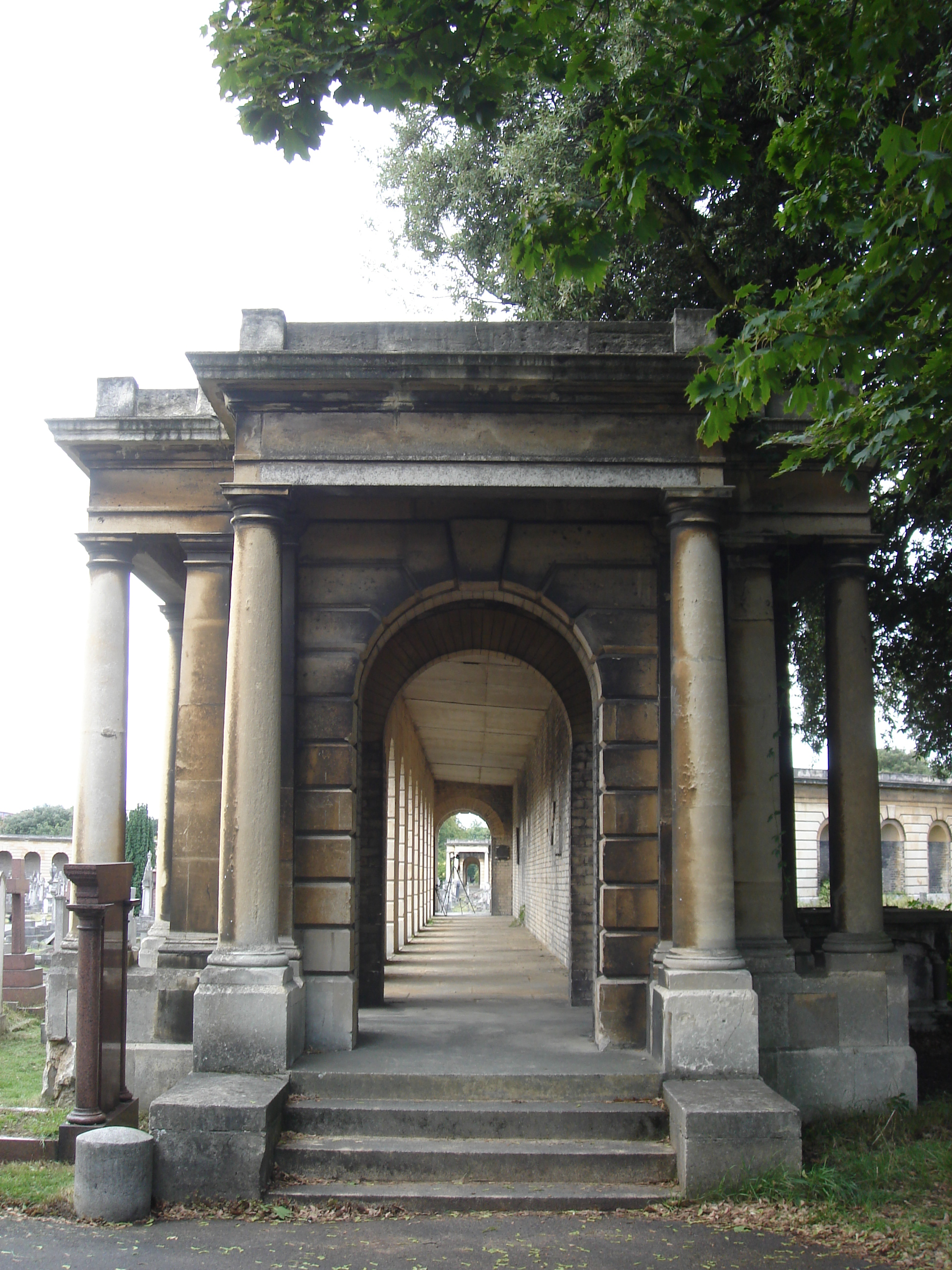

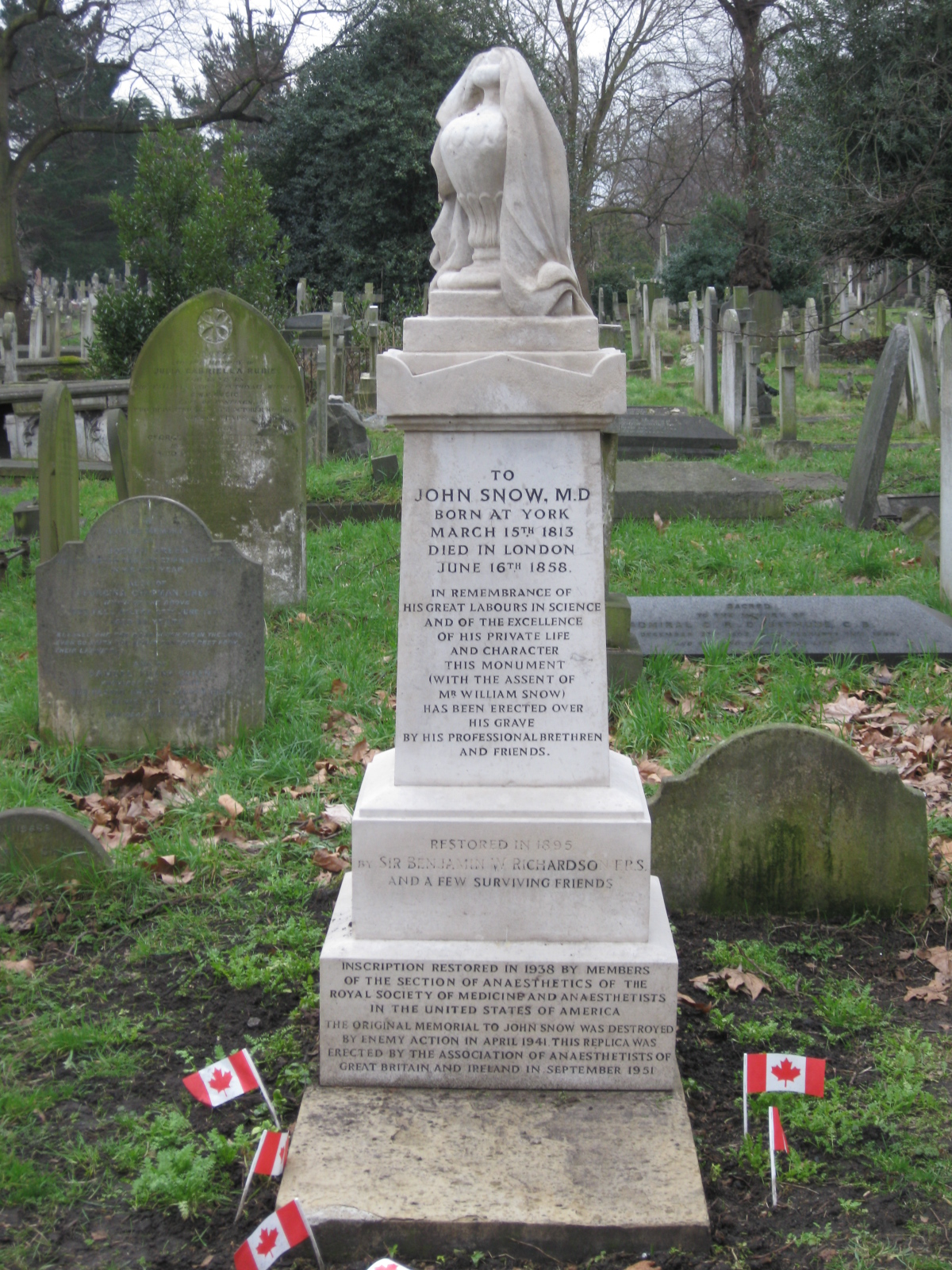
Надгробок Джона Сноу
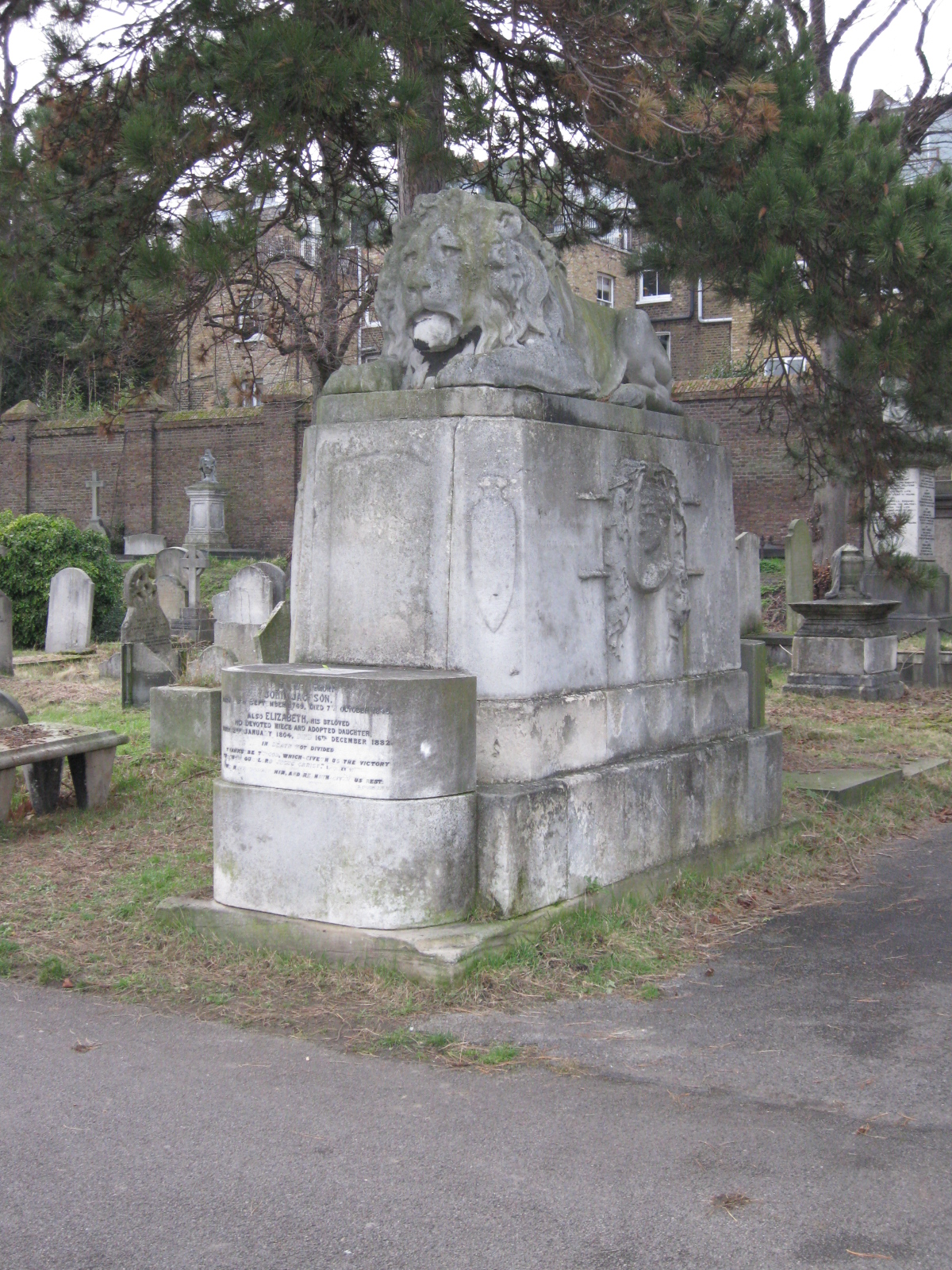
Надгробок боксера Джона Джексона
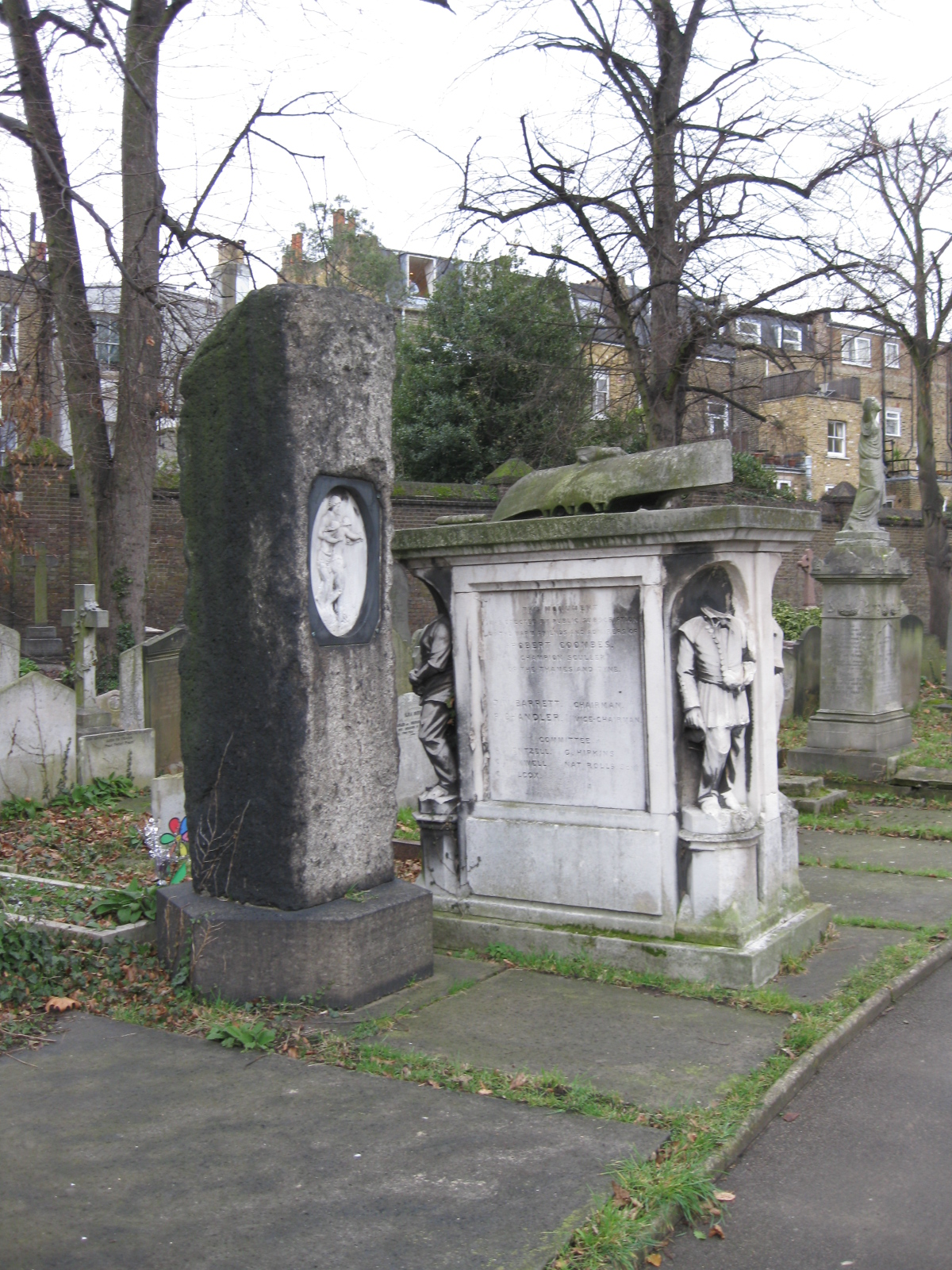
Надгробок Роберта Кумбсі
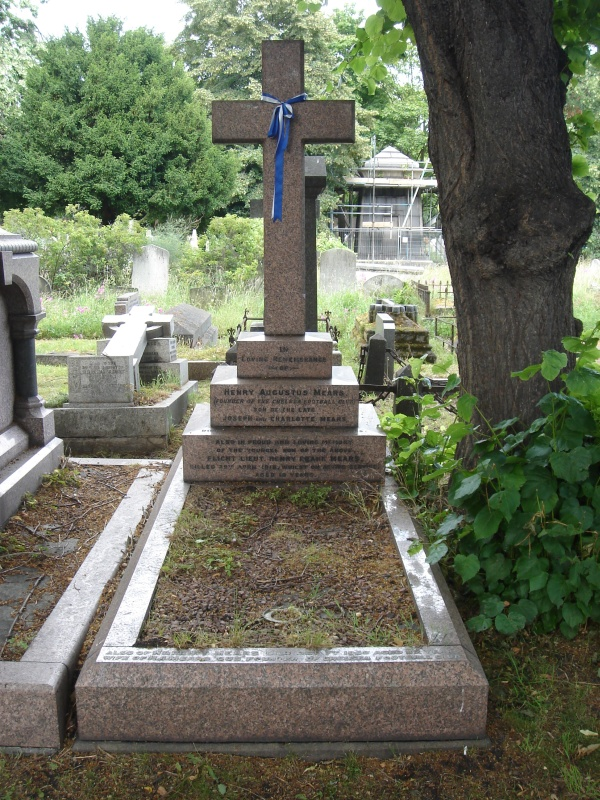
Надгобок Ґеса Мірса, засновника ФК «Челсі».
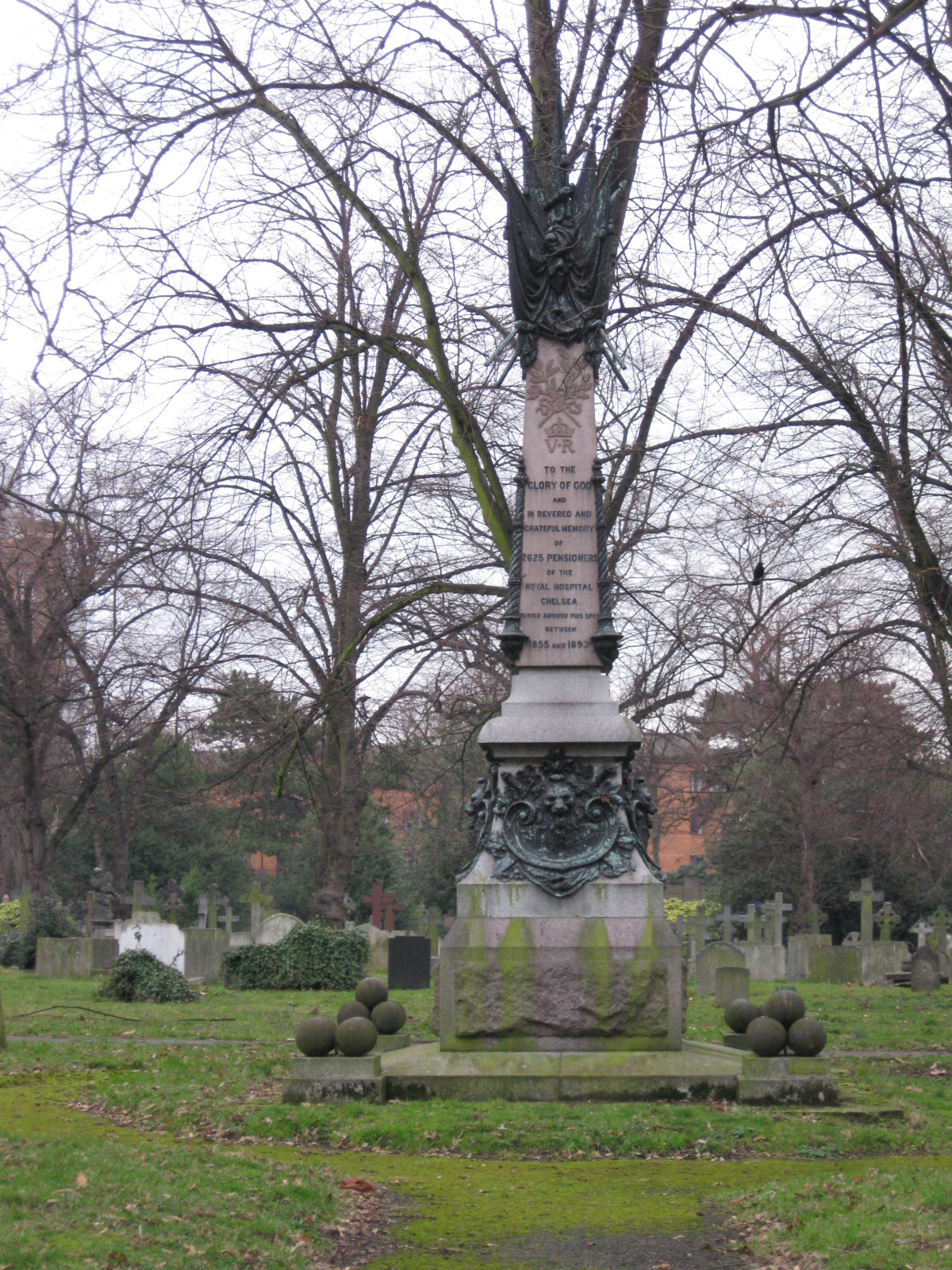
Меморіал «Пенсіонерів Челсі»
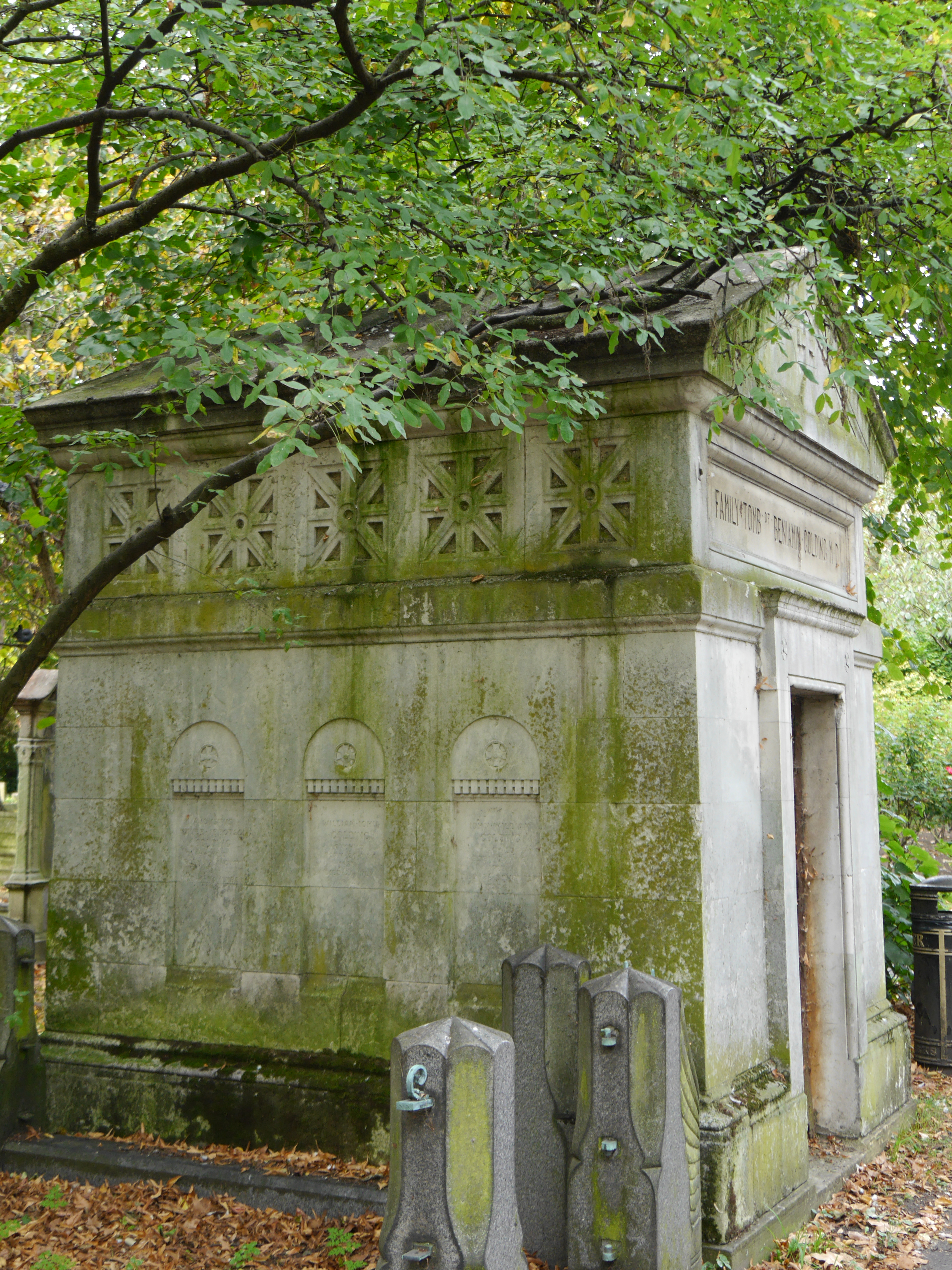